# Фёдоровская (Великоустюгский район)
Фёдоровская — деревня в Великоустюгском районе Вологодской области.
Входит в состав Юдинского сельского поселения, с точки зрения административно-территориального деления — в Юдинский сельсовет.
Расстояние по автодороге до районного центра Великого Устюга — 2,5 км, до центра муниципального образования Юдино — 2 км. Ближайшие населённые пункты — Рогозинино, Кузнецово, Сулинская, Коншево, Юдино, Аксеново, Петровская.
По переписи 2002 года население — 14 человек.